# Alliant Techsystems
Alliant Techsystems Inc. (ATK) war ein US-amerikanischer, international tätiger Konzern mit Hauptsitz in Arlington, Virginia (USA) und Vertretungen in 23 Ländern. ATK war vorrangig im Flugzeugbau und der Herstellung von Landminen und Munition (Federal Cartridge) tätig.
Nach der Fusion der Rüstungssparte ATK Aerospace and Defense von Alliant mit der Orbital Sciences Corporation entstand am 9. Februar 2015 das neue Unternehmen Orbital ATK. Die zivile Sparte von Alliant mit Sportwaffen, Jagdwaffen, Bushnell-Ferngläsern, Brillen, Gold Tip-Sportbogen, Blackhawk-Jagd- und -Outdoorkleidung, Holster, CamelBak-Rucksäcken etc. wurde gleichzeitig als Vista Outdoor ausgegründet.

## Firmengeschichte
Alliant Techsystems wurde 1989/1990 von Honeywell gegründet. Der Konzern produziert heute einen großen Teil der von US-Polizei und Militär verwendeten Kleinkaliber-Munition als auch Munition in den Bereichen Sportwaffen und Jagdwaffen. Daneben ist Alliant Techsystems einer der weltweit größten Hersteller von Splitterbomben. Auch stellt Alliant Geschosse mit abgereichertem Uran für die Verwendung in Panzern, gepanzerten Personenfahrzeugen und Haubitzen her.
Die Firma produziert daneben eine Reihe nichtmilitärischer Produkte, wie Antriebssysteme für die NASA.

Die Sparte ATK Launch Systems Group fusionierte 2015 mit Orbital Sciences und bildete die Firma Orbital ATK. 2018 übernahm Northrop Grumman die Firma Orbital ATK. Innerhalb von Northrop Grumman bildete Orbital ATK zunächst die Abteilung Northrop Grumman Innovation Systems (NGIS), wurde aber 2020 vollständig in Northrop Grumman integriert. 
Für den verbleibende Teil des Unternehmens – Sport- und Jagdmunition – wurde 2015 die Firma Vista Outdoor ins Leben gerufen.

## Waffen
ATK stellt eine der erfolgreichsten Maschinenkanonen, die M242 Bushmaster im Kaliber 25 mm, her. Daneben wird die Abart Bushmaster II im Kaliber 30 mm hergestellt. Die ursprünglich hergestellte Bushmaster III im Kalber 35 mm wird nun von Boeing hergestellt.

## Launch Systems Group

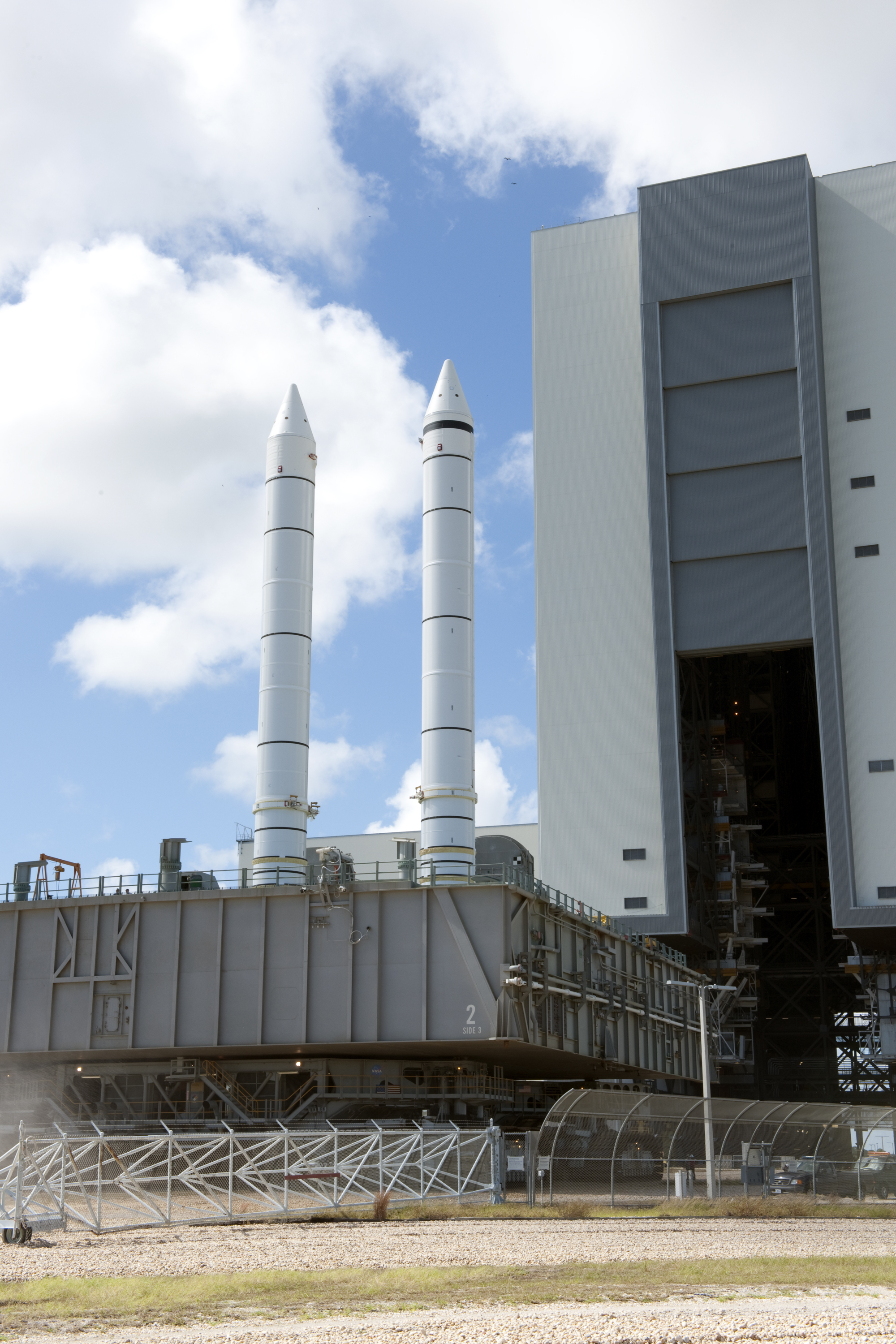
Zwei SRBs für das Space Shuttle auf einem Transporter (Oktober 2010)

ATK übernahm 2001 die Alcoa Industrial Components (AIC) Group von dem Unternehmen Alcoa. Die AIC Group war aus der Firma Cordant Technologies hervorgegangen, welche wiederum auf das Unternehmen Thiokol zurückging. Dieser Raketentriebwerke-Hersteller war trotz zahlreicher Umstrukturierungen durchgehend der Hauptlieferant der Space-Shuttle-Feststoffraketen-Triebwerke. Zunächst hatte die neue Unternehmenssparte unter ATK-Besitz den Namen ATK-Thiokol, wurde aber 2006 in ATK Launch Systems Group umbenannt. Am 7. Dezember 2005 gab die NASA bekannt, dass Alliant zum Hauptlieferanten für die Ares I gewählt wurde.
ATK gab Anfang Februar 2011 bekannt, dass in Zusammenarbeit mit EADS Astrium aus dem als Erststufe für die gestrichene Ares I entwickelten 5-Segment-Booster und einer von Astrium abgewandelten EPC der Ariane 5 als Zweitstufe eine neue Trägerrakete namens Liberty zum kommerziellen Transport von Astronauten für die NASA entwickelt werden soll.

## Werke
- ATK-Bacchus in Salt Lake City (40° 39′ 57,7″ N, 112° 3′ 51,5″ W)
- Aerospace Structures / Utah (41° 6′ 10,6″ N, 112° 2′ 14,7″ W)